# Brachymeria multidentata
Brachymeria multidentata är en stekelart som beskrevs av Ahmed, Malik och M. Firoz Ahmed 1987. Brachymeria multidentata ingår i släktet Brachymeria och familjen bredlårsteklar.
Artens utbredningsområde är Pakistan. Inga underarter finns listade.